# سد سیوند
سد سیوند، سدی واقع در شهرستان پاسارگاد، در ۵۰ کیلومتری شهر باستانی پارسه (تخت جمشید) و حدود ۱۰ کیلومتری شهر پاسارگاد است که بر روی رودخانهٔ سیوند (پلوار) ساخته شده‌است. رودخانهٔ پلوار بین دو محوطهٔ باستانی تخت جمشید و پاسارگاد و در کنار آرامگاه کوروش و در دل تنگه بلاغی جریان داد.
در زمان ساخت و قبل از آن کارشناسان حوزه باستان‌شناسی و میراث فرهنگی، مردم منطقه و فعالان محیط زیست نگرانی‌ها و ادعاهای مختلفی در مورد اثر گذاشتن سد بر افزایش رطوبت منطقه و آسیب رساندن به ساختمان سازه‌های باستانی در شهرستان پارسه، زیر آب رفتن آثار باستانی شهر باستانی پاسارگاد و تنگه بلاغی، افزایش سطح آب زیر زمینی در منطقه و آسیب به پی بناهای تاریخی و همچنین کاهش آب ورودی به تالاب بختگان و خشک شدن آن را مطرح می‌کردند.
در نتیجه آبگیری سد چند سال به تعویق افتاد و تیم‌های مختلف داخلی و خارجی به کاوش آثار تاریخی در منطقه دریاچه سد، مخصوصاً تنگه بلاغی، پرداختند. رئیس سازمان میراث فرهنگی وقت بیان کرد که تهدیدی برای کاخ پاسارگاد وجود ندارد، اما با این حال وقتی سد آبگیری شود، بقایایی که در مسیرهای دسترسی به این مجموعه هستند، مانند تنگه بلاغی زیر آب می‌روند. در زمان آبگیری سد، بلندای آبگیری از ۵۷ متر پائین آمد و تا ۲۷ متری ارتفاع آبگیری کاهش یافت.

## تاریخچه سد
سال ۱۳۴۹: مطالعات اولیه (سیمای حوضه آبریز) رودخانة سیوند برای توسعة آبیاری در طول رودخانة سیوند توسط شرکت مهندسین جاستین و کورتنی
سال ۱۳۶۷: مطالعه دقیق‌تر رودخانه سیوند و طرح سد سیوند توسط شرکت مهندسین مشاور سکو
سال ۱۳۷۱: عملیات اجرایی تونل‌های انحراف توسط شرکت سابیر و اتمام ظرف ۳ سال
سال ۱۳۷۴: شروع ساخت بدنه سد
بهمن ۱۳۸۴: اتمام ساخت سد ولی آبگیری در این تاریخ به تعویق افتاد
فروردین ۱۳۸۶: افتتاح و آبگیری رسمی با حضور رئیس‌جمهور وقت، محمود احمدی‌نژاد

## مشخصات سد
سد سیوند از نوع خاکی با هستهٔ رسی است و ۵۷ متر ارتفاع داشته و طول تاج آن ۶۰۰ متر است. دریاچهٔ پشت آن در تراز آبگیری ۵۷ متر، ۲۵۵ میلیون مترمکعب گنجایش و ۱۱ کیلومتر مربع مساحت دارد. در زمان آبگیری سد، بلندای آبگیری از ۵۷ متر پائین آمد و تا ۲۷ متری ارتفاع آبگیری کاهش یافت.
هدف از احداث این سد جلوگیری از خسارت سیلاب به دشت مرودشت و کربال بوده که در این شرایط آب سیلاب در داخل سد سیوند ذخیره و بعد از سیلاب داخل رودخانه کر می‌شد اما آب سد را با وسایل مختلف از جمله گذاشتن موتور پمپ در دریاچه و رودخانه کر مورد استفاده کشاورزی قرار داده‌اند. همچنین بعد از ساخت سد، خط انتقال آب سد برای دو شهر سعادت شهر و ارسنجان و مناطق روستایی اطراف آنها اجرا شد.
در منابع دیگر هدف از ساخت این سد کنترل سیلاب‌های مخرب رودخانه سیوند و تنظیم آب برای مصرف انسانی رودخانه به میزان ۱۰۰ میلیون متر مکعب ذکر شده‌است که از این میزان ۹۴ میلیون متر مکعب برای کشاورزی در منطقه و ۵ تا ۶ میلیون متر مکعب برای آب شرب شهر ارسنجان تخصیص یافت.
سد سیوند، در منطقه پاسارگاد با چند برابر قیمت تخمینی و طولانی‌تر از پیش‌بینی‌ها ساخته شد و با آبگیری خود دریاچه بختگان را خشک کرد. سدی که گونه‌های جانوری دریاچه بختگان را نابود کرد.

## دیدگاه مخالفان آبگیری
زمزمهٔ اعتراض‌ها به آبگیری سد سیوند حدوداً از ۳ سال و نیم پیش و پیش از آبگیری به‌وسیلهٔ انتشار پیام‌های کوتاه و مطالب مختلفی در اینترنت آغاز شد. معترضان به آب‌گیری سد سیوند معتقد بودند که آبگیری این سد پیامدهای ناگواری را برای میراث فرهنگی و طبیعت منطقهٔ دشت پاسارگاد و تنگه بلاغی به همراه خواهد داشت، به همین دلیل خواستار آن شدند که پیش از آب‌گیری این سد، عواقب آن توسط کارشناسان برجسته و مستقل مورد ارزیابی قرار گیرد و چنانچه لازم است در آبگیری این سد تجدید نظر به عمل آید.
مخالفان آبگیری سد سیوند، که هستهٔ اصلی آنان جمعی با نام پایگاه اطلاع‌رسانی برای نجات یادمان‌های باستانی (دشت پاسارگاد) در تهران بود که می‌کوشیدند با آگاهی‌رسانی مردم و هماهنگ کردنِ سمن‌ها و کانون‌های دانشگاهی سطح اعتراض را ارتقا دهند و اطلاعات زیر از بیانیه‌های آنان برداشت شده‌است، معتقد بودند پس از آبگیری این سد آسیب‌های گوناگونی از جمله موارد زیر به وقوع خواهد پیوست:
- آثار باستانی منطقهٔ تنگه بلاغی (تنها بخش سالم از راه شاهی، روستاهای باستانی، کاخ داریوش هخامنشی، کارگاه‌های ذوب فلزات و تولید نوشیدنی، گورستان اشکانی و نقاطی که هنوز کاوش نشده‌اند) به زیر آب خواهند رفت.
- به دلیل سست و آبرفتی بودن خاک منطقه پس از بالا آمدن آب‌های زیر زمینی بر اثر آبگیری سد، آثار باستانی دشت پاسارگاد (از جمله کاخ بارعام، کاخ دروازه، کاخ اختصاصی، گور کمبوجیه، تل تخت و به ویژه آرامگاه کوروش که نزدیک‌ترین اثر به سد است) تخریب خواهند شد.
- آثار باستانی پاسارگاد از جنس آهک و جذب کنندهٔ رطوبت هستند. پس تغییر آب و هوای منطقه و بالا رفتن میزان رطوبت هوا که به دلیل آب‌گیری سد رخ خواهد داد، سبب نابودی بناهای سنگی فرسودهٔ پاسارگاد و به ویژه آرامگاه کوروش خواهد شد.
- گذرگاه تاریخی عشایر (دست کم در حال حاضر ۴ ایل هنوز از آن استفاده می‌کنند) و مراتع و محل اتراق آن‌ها در تنگه بلاغی به‌طور کامل به زیر آب خواهد رفت و به روند زندگی مردم این منطقه آسیب شدیدی وارد خواهد شد.
- بنابر نظریهٔ کارشناسی مژگان میرمحمدی (متخصص زمین ریخت‌شناسی) پس از آبگیری سد، احتمال وقوع زلزله در این منطقه به وجود می‌آید که موجب نابودی آثار باستانی خواهد شد.
- آسیب‌های زیست‌محیطی ناشی از سد باعث می‌شود پوشش بکر و نادر تنگه بلاغی از بین برود. همچنین بر اساس نظریه کارشناسی دکتر پیمان یوسفی آذری (مدیر کل دفتر جنگل‌های خارج از شمال سازمان جنگل‌ها و مراتع کشور) پس از آبگیری سد، حداقل ۸۰۰۰ اصله درخت ۵۰۰ ساله و هزاران هکتار زمین مرغوب کشاورزی در پشت سد نابود خواهند شد. این درختان به دلیل خشک بودن خاک منطقه پس از آبگیری دیگر قابل احیا نیستند.
- همچنین به دلیل آبرفتی بودن خاک تنگه بلاغی و دیواره‌های حوزهٔ آبریز سد، مجریان ساخت سد نمی‌توانند بیش از ۱۰ تا ۱۵ متر از آن را آبگیری کنند. این مقدار، اصطلاحاً آب مرده محسوب شده و قابل بهره‌برداری نیست.

معترضان به آبگیری سد سیوند در طول این مدت بسیار تلاش کرده‌اند تا صدای خود را به گوش مسئولان و مردم برسانند، از جمله کارهایی که در طول این مدت در راستای رسیدن به این هدف انجام شده‌است می‌توان به موارد زیر اشاره کرد:
- برگزاری تجمعات مختلف در مقابل ساختمان‌های میراث فرهنگی، مجلس، وزارت نیرو، استانداری‌ها و …(مانند تجمع‌های ۱۸ بهمن در مقبل وزارت نیرو و میراث فرهنگی، ۲۵ بهمن در مقابل مجلس، ۲۲ فروردین و ۱ اردیبهشت در برابر سازمان میراث فرهنگی تهران)
- جمع‌آوری امضاء برای تومارهای اعتراضی و پخش بروشورها و تراکت‌هایی در راستای آگاه‌سازی مردم
- ایجاد سایت‌ها و وبلاگ‌های مختلف، آگاه‌سازی و اطلاع‌رسانی از طریق رسانه‌ها
- ارسال نامه به مراجع و مسئولان ذی‌ربط به‌طور گسترده
- طرح شکایت علیه آقایان پرویز فتاح (وزیر نیرو) و اسفندیار رحیم‌مشایی (رئیس وقت سازمان میراث فرهنگی) به دلیل ساخت و صدور مجوز آب‌گیری سد سیوند.
- مخالفان در ادامهٔ روند پیشگیری از آب‌گیری سد سیوند شکایتی را طرح و تسلیم مراجع قضایی نموده‌اند.

پس از طی مراحل قضایی، اکنون پرونده در شعبهٔ ۹ بازپرسی ویژهٔ کارکنان دولت در حال سپری کردن روند قانونی خود می‌باشد.
وکیل سرشناس محمد علی دادخواه پس از پیروزی در پروندهٔ جهان‌نما، چهارباغ و…، وکالت شاکیان در این پرونده را پذیرفت. وکلای دیگر پرونده، شیرین عبادی برندهٔ جایزهٔ صلح نوبل، هاجر صباغیان و محمد رضا عظیمی می‌باشند. هم‌اکنون وکلا و شاکیان در تلاش برای صدور دستور موقت توقف آبگیری تا صدور نهایی می‌باشند. تا کنون نزدیک به ۴۰۰۰ شهروند ایرانی به وکلای این پرونده جهت پیگیری شکایت، وکالت داده‌اند.
درپی این اعتراضات جوانی زرتشتی به نام آرش فره‌وشی با دوچرخه از تهران تا پاسارگاد را با پلاکارد نه به سد سیوند رکاب زد و نامه ای که به امضای مردمی از شهرهای مختلف رسید که مخالف آبگیری سد سیوند بودند.

## دیدگاه موافقان آبگیری
مطابق اعلام مسئولان میراث فرهنگی و وزارت نیرو، خطری محوطه باستانی پاسارگاد و مقره کورش را تهدید نمی‌کند و کاوش‌های آثار باستانی تنگه بلاغی (نجات آثار باستانی تنگهٔ بلاغی) به پایان رسیده‌است. سد در ۱۰ کیلومتری شهر پاسارگاد و ۵۰ کیلومتری محوطه باستانی پاسارگاد قرار دارد.
همچنین بعضی کشاورزان منطقهٔ ارسنجان نیز تجمعی برای حمایت از آبگیری سد سیوند برگزار نموده‌اند.

## پی آمدهای آبگیری و احتمال تعطیلی سد
پس از آبگیری سد، تمامی پیش‌بینی‌های زیست‌محیطی رنگ واقعیت گرفت، دریاچه بختگان خشک شد و تمامی گونه‌هایی که در آن زندگی می‌کردند از بین رفتند. همچنین با خشک شدن دریاچه، رسوبات نمکی آن به هوا برخاست و وارد زمین‌های کشاورزی، جنگل‌ها و اراضی منطقه شد. این موضوع باعث آسیب رسیدن به زمین‌های کشاورزی و جنگل‌های منطقه شده‌است.
قبل از آبگیری سد سیوند ادعا می‌شد با آبگیری سد، آب زیر زمینی بالا آمده و به پایه بناهای تاریخی مقبره کورش آسیب می‌زند، این درحالی بود که بالاترین تراز ممکن دریاچه سد، ۳۵ متر پایین‌از ارتفاع زمین در محوطه آرامگاه بود. همچنین بعد از آبگیری بالا آمدن خطرناک آب زیر زمینی اتفاق نیفتاد.
همچنین بعد از آبگیری سد تغییر چندانی در آب و هوای منطقه ایجاد نشد و با توجه به اینکه از مخزن سد ۲۵۵ میلیون متر مکعبی سیوند به‌طور متوسط تنها ۵٫۱۱ میلیون متر مکعب تبخیر آب صورت می‌گیرد، رطوبت چندانی در منطقه ایجاد نمی‌شود و بعد از آبگیری سد هیچگونه آسیبی به دلیل رطوبت به آثار باستانی و سایر سازه‌های ساختمانی شهروندان گزارش نشده‌است.
در همین حال پیش‌بینی خطر در مورد آثار باستانی و همچنین فواید سد برای منطقه همگی غلط از آب درآمد. به دلیل وجود راه‌هایی که آب را از زیر سد عبور می‌دهند، پس از گذشت سه بهار آب بسیار اندکی در دریاچه پشت سد جمع شده‌است. به دلیل بی بهره بودن این سد هم‌اکنون زمزمه‌های جدی تعطیل آن به گوش می‌رسد.
بر پایهٔ کتاب دفاع از تاریخ، نوشتهٔ یکی از فعالان اصلیِ کارزار دفاع از پاسارگاد و اعتراض به آبگیری سد سیوند (دبیر پایگاه اطلاع‌رسانی برای نجات یادمان‌های باستانی): «سد سیوند بدون اجرای شبکهٔ آب‌یاری و زهکشی که قول آن را به کشاورزانی در دوردست داده بودند رها شده‌است… اکنون که بیش از پنج سال [از سال ۱۳۸۶ می‌بایست محاسبه شود] از صدور دستور آب‌گیری سد گذشته‌است، هم‌میهنانی که بر انجام دادن این کار پافشاری داشتند (از کشاورزان، کارشناسان و سازندگان سد تا نمایندگان مجلس و سیاست‌مداران) باید به این پرسش پاسخ دهند که به چه میزان از اهداف خود دست پیدا کرده‌اند؟ صادقانه منتظر شنیدن پاسخ‌شان هستیم، چرا که موضوع، موضوع ما و آنان نیست؛ موضوع ایران است و آب، آبادانی و زندگی. ما، و همهٔ کسانی که در مسیر جنبش بر آگاهی‌شان افزوده شد، همچنان در انتظار میزگردی ملی برای گفت‌وگو دربارهٔ «شیوهٔ کنونی مدیریت آب در ایران، و آسیب‌ها و پیامدهای سدسازی گسترده» هستیم و اکنون، با آگاهی و اطمینانی بیش از پیش، اعلام می‌کنیم که، با هر محک و با هر دستگاه فکری و دانشی که سنجیده شود، محیط زیست و میراث فرهنگی در ساختن «ایران فردا» نقشی بس مهم دارند و برای مدیریت این دو بخش باید از فرهیخته‌ترین و آگاه‌ترین مدیران بهره برد».